# Trò chơi di động

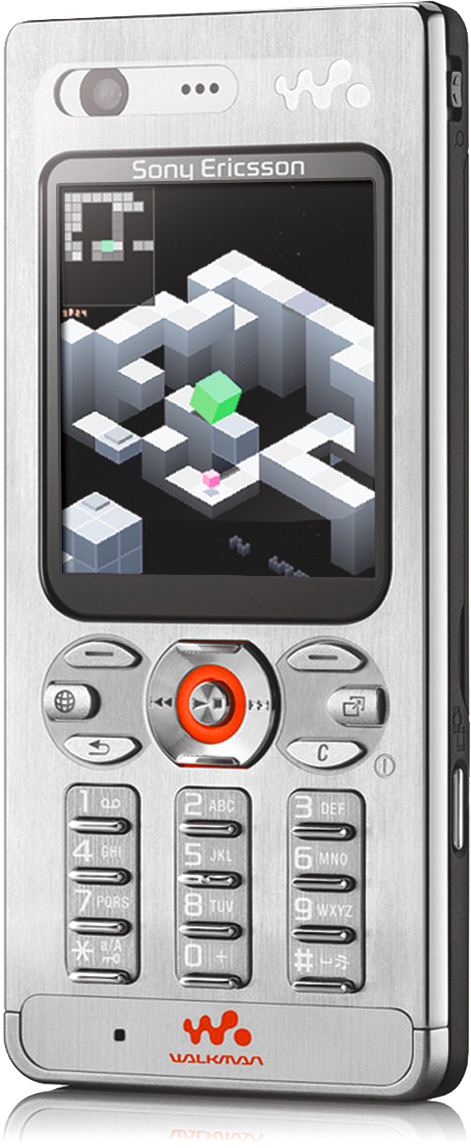
Ảnh chụp màn hình trò chơi Edge được mô phỏng lại trên điện thoại di động Sony Ericsson W880i

Trò chơi di động là trò chơi điện tử được chơi phổ biến trên điện thoại di động. Thuật ngữ này cũng đề cập đến các trò chơi cần hoặc không cần mạng được chơi trên những loại thiết bị di động khác bao gồm điện thoại phổ thông, điện thoại thông minh, máy tính bảng, PDA, máy chơi trò chơi điện tử cầm tay, máy nghe nhạc xách tay và máy tính vẽ đồ thị. Trò chơi được biết đến sớm nhất có thể chơi trên điện thoại di động là một biến thể của Tetris trên thiết bị Hagenuk MT-2000 vào khoảng những năm 1994.
Năm 1997, trò chơi di động Snake của Nokia ra mắt. Được cài đặt sẵn tại hầu hết các thiết bị di động do hãng sản xuất, Snake đã trở thành một trong những trò chơi được chơi nhiều nhất với hơn 350 triệu thiết bị toàn thế giới. Một biến thể của Snake dành cho Nokia 6110, sử dụng cổng hồng ngoại, cũng là trò chơi kết nối hai người chơi đầu tiên trên điện thoại di động.
Ngày nay, trò chơi di động thường được tải xuống trên cửa hàng ứng dụng hoặc từ nhà cung cấp dịch vụ di động, trong một số trường hợp khác là từ OEM hoặc nhà mạng, thông qua kết nối cổng hồng ngoại, Bluetooth hoặc thẻ nhớ, từ nguồn cấp bên ngoài với bên trung gian là cáp USB.
Trò chơi di động có thể tải xuống đầu tiên xuất hiện ở Nhật Bản vào khoảng thời gian dịch vụ Internet I-mode của NTT DoCoMo ra mắt năm 1999, đến đầu những năm 2000 đã có sẵn thông qua nhiều nền tảng khác nhau ở khắp Á, Âu và Bắc Mỹ; cuối cùng là hầu hết các vùng có mạng và điện thoại thông minh vào giữa thập niên 2000. Tuy nhiên, các trò chơi di động phân phối bởi nhà mạng và cổng thông tin bên thứ ba vẫn được tải về phổ biến cho đến khi App Store ra mắt vào năm 2008. Là nền tảng nội dung đầu tiên được điều hành trực tiếp bởi chủ sở hữu hệ điều hành di động, App Store đã thay đổi đáng kể xu hướng của người tiêu dùng và nhanh chóng mở rộng phạm vi sang trò chơi di động.